# David McPartland
David McPartland (Albury, 11 september 1980) is een Australisch voormalig wielrenner.

## Belangrijkste overwinningen
2004
- 2e etappe Tour Down Under

2005
- 3e etappe Geelong Bay Classic Series

## Resultaten in voornaamste wedstrijden
| Jaar | Ronde van Lombardije | Parijs-Brussel |
| ---- | -------------------- | -------------- |
| 2004 |                      |                |
| 2005 | opgave               | 17e            |
| 2006 |                      | 25e            |

## Ploegen
- 2003-Tenax (stagiair)
- 2004-Tenax
- 2005-Tenax-Salmilano
- 2006-Tenax
- 2007-Hadimec

Battiston ·
Dal Cin · 
D'Amore ·  
Frattini · 
Hvastija · 
Klemenčič · 
Knöpfle ·
Lelekin · 
Marini ·
Pietropolli ·  
Pozzi · 
Tonetti · 
Zanetti · 
Manion (stagiair) · 
McPartland (stagiair) 
Bosisio ·
Fajt · 
Frattini ·
Ginestri ·
Klemenčič · 
Loda ·
Mazzoleni · 
McPartland ·
Pietropolli ·  
Podgornik ·
Pozzi · 
Rogina ·
Tonetti · 
Betts (stagiair) ·
Delfatti (stagiair) ·
Gasparotto (stagiair) 
Betts ·
Bosisio ·
Davis ·
Fajt · 
Frattini ·
Ginestri ·
Jones ·
Klemenčič · 
McPartland ·
Murro · 
Pietropolli ·  
Podgornik · 
Rogina ·
Serina ·
Tonetti · 
Guidi (stagiair)  
Baldato ·
Bertuola ·
Bosisio ·
Bossoni ·
Codol ·
Cucinotta ·
De Matteis ·
Ginestri ·
Machado · 
McPartland ·
Murro · 
Pérez ·
Petito ·
Pidhorny · 
Pietropolli ·  
Salerno · 
Urán ·
Ferrari (stagiair)  